# Lampertheim
Lampertheim là một xã trong tỉnh Bas-Rhin, thuộc vùng Grand Est của nước Pháp, có dân số là 2949 người (thời điểm 1999). Xã cách thành phố Strasbourg 15 km.

## Thông tin nhân khẩu
| 1962  | 1968  | 1975  | 1982  | 1990  | 1999  |
| ----- | ----- | ----- | ----- | ----- | ----- |
| 1.018 | 1.081 | 1.728 | 2.085 | 2.619 | 2.949 |